# Charlie Day
Charles Peckham "Charlie" Day (nascido em 9 de Fevereiro de 1976) é um ator, produtor, diretor e roteirista estadunidense mais conhecido por interpretar Charlie Kelly na série televisiva de sucesso do canal FX, It's Always Sunny in Philadelphia, Dale Arbus na franquia Horrible Bosses (Brasil: Quero Matar Meu Chefe / Portugal: Chefes Intragáveis), Dr. Newton Geiszler em Pacific Rim (br: Círculo de Fogo), dirigido por Guillermo del Toro, e na sua sequência de 2018, Pacific Rim: Uprising. Como criador e produtor executivo, Day assina It's Always Sunny in Philadelphia e Mythic Quest (juntamente de Rob McElhenney), a ser lançada pela plataforma de streaming Apple TV+.

## Biografia
Day nasceu no Bronx, em Nova York, mas viveu a maior parte da sua infância em Middletown, Rhode Island. Sua mãe, Mary Peckham, é uma professora de piano na Pennfield School, em Portsmouth. Seu pai, Dr. Thomas Charles Day, é um professor de História da Música e Teoria da Música na Salve Regina University, em Newport.
Charlie passou a maior parte de sua infância em Middletown, Rhode Island  e é o filho mais novo, com uma irmã chamada Alice. Charlie é descendente de italianos, e seu sobrenome original de família é "Del Giorno". Em menor parcela, possui raízes inglesas, irlandesas e escocesas.  
Ele frequentou a escola de Pennfield e se graduou na Portsmouth Abbey School, ambas em Portsmouth, Após se formar bacharel em História da Arte pelo Merrimack College, em Massachusetts, Day fez pequenos papéis na televisão e no cinema, trabalhou como garçom e atendente de telemarketing e foi o locutor do canal de televisão IFC (Independent Film Channel).  

## Carreira
Day iniciou sua carreira nas artes na faculdade e participou de programas de treinamento do Festival de Teatro de Williamstown, em Boston, o que lhe rendeu o papel de protagonista na peça de teatro Dead End. Seus primeiros papéis na televisão foram participações pequenas em séries, como Law & Order e Reno 911! e Third Watch, como Michael Boscorelli, o irmão mais novo do policial Maurice Boscorelli. Tinha o costume de escrever, encenar e gravar pequenas histórias com seus amigos Rob McElhenney, Glenn Howerton e David Hornsby. Uma delas foi o piloto do que viria a ser It's Always Sunny in Philadelphia,  comédia do FX na qual é ator, roteirista e produtor executivo.
Atuou no filme de 2010 Going the Distance (Amor à Distância), ao lado de Justin Long, Jason Sudeikis e Drew Barrymore. Interpretou seu primeiro protagonista no cinema na comédia Horrible Bosses (Quero Matar Meu Chefe) em julho de 2011, ao lado de Jennifer Aniston, Jason Bateman, Jason Sudeikis, Colin Farrell, e Jamie Foxx.  Em novembro do mesmo ano, Day apresentou o episódio de do Saturday Night Live (SNL), que contou com a banda Maroon 5 como convidada musical. Ele foi o segundo membro do elenco de It's Always Sunny in Philadelphia a apresentar o SNL (depois de Danny DeVito, embora este tenha apresentado o SNL antes da série estrear. DeVito fez uma participação especial durante o monólogo de abertura de Day.  Como dublador, Day interpretou Benny, nos infantis The Lego Movie e Art em Monsters University, da Pixar. Além disso, participou de episódios de American Dad! e Unsupervised, e foi a voz oficial das propagandas de televisão de The Sims 4 nos Estados Unidos.
Em 2013, atuou como o cientista Dr. Newton Geiszler em Pacific Rim, de Guillermo Del Toro, papel que repetiu na sequência de 2018, Pacific Rim: Uprising. Em 2017, estrelou em Fist Fight (Te Pego Na Saída). No filme, Day interpreta Andy Campbell, um professor de inglês do ensino médio que é convocado para uma briga por seu colega de trabalho (interpretado por Ice Cube). No mesmo ano, interpretou Ralph Kinder em I Love You, Daddy, escrito por Louis C.K. Juntamente de Chloe Grace Moretz e Rose Byrne, Charlie se negou publicamente a continuar os trabalhos de divulgação do longa após as acusações de assédio sexual do diretor e o lançamento foi cancelado.. No ano seguinte, atuou como Acapulco, um traficante de armas no suspense distópico Hotel Artemis, contracenando com Jodie Foster, Sterling K. Brown, Brian Tyree Henry e Jenny Slate.
Escreveu e produziu a comédia The Cool Kids, da FOX, que acompanha um grupo de idosos numa casa de repouso que vê suas vidas mudarem após a chegada de uma nova moradora. Atualmente trabalha na pós-produção de Mythic Quest, juntamente de Rob McElhenney, seu parceiro criativo desde It's Always Sunny in Philadelphia. A comédia, que se passará num estúdio de jogos digitais, será estrelada por Rob e foi anunciada em 2018 como uma das produções originais da Apple TV+, nova plataforma de streaming da Apple.
Sua estreia como diretor de cinema foi anunciada em 2018, na comédia El Tonto, com Kate Beckinsale, Edie Falco e John Malkovich.  No filme, Day interpreta também um personagem mudo que se torna uma celebridade de Hollywood e perde tudo em seguida. 

## Vida pessoal
Filhos de professores de música, Day é um músico habilidoso e teve suas primeiras aulas de violino aos três anos de idade. Já escreveu algumas das músicas de It's Always Sunny in Philadelphia, e toca trombone, gaita, piano e violão. Foi o único de sua família direta a não ter um doutorado até 2014, quando recebeu um diploma de doutorado honorário em artes cênicas pelo Merrimack College. 
É casado com a atriz Mary Elizabeth Ellis desde 4 de Março de 2006.  Day e Ellis se conheceram em 2001, como companheiros de teatro em New York City, e já namoravam ao atuarem juntos em Reno 911!, interpretando irmãos incestuosos. Ellis tem um papel recorrente em It's Always Sunny in Philadelphia como A Garçonete, uma funcionária da loja de café por quem Charlie é obcecado.  O casal teve seu primeiro filho, Russell, em 15 de dezembro de 2011. .

## Filmografia

### Cinema
| Ano  | Título                               | Papel                           | Notas                     |
| ---- | ------------------------------------ | ------------------------------- | ------------------------- |
| 2000 | Mary and Rhoda                       | Mailroom Kid                    | Filme para televisão      |
| 2001 | Late Summer                          | Trevor                          | Curta-metragem            |
| 2001 | Campfire Stories                     | Joe Boner                       |                           |
| 2002 | Bad Company                          |                                 | Não creditado             |
| 2004 | The Notebook                         |                                 | Não creditado             |
| 2005 | Love Thy Neighbor                    | Video Clerk                     |                           |
| 2008 | A Quiet Little Marriage              | Adam                            |                           |
| 2010 | Going the Distance                   | Dan                             |                           |
| 2011 | Horrible Bosses                      | Dale Arbus                      |                           |
| 2013 | Monsters University                  | Art                             | Voz                       |
| 2013 | Pacific Rim                          | Dr. Newt Geiszler               |                           |
| 2013 | Party Central                        | Art                             | Voz; curta-metragem       |
| 2014 | The Lego Movie                       | Benny                           | Voz                       |
| 2014 | Horrible Bosses 2                    | Dale Arbus                      |                           |
| 2015 | Vacation                             | Chad                            |                           |
| 2016 | The Lego Movie: 4D – A New Adventure | Benny                           | Voz; curta-metragem       |
| 2016 | The Hollars                          | Jason                           |                           |
| 2017 | Fist Fight                           | Andrew "Andy" Campbell          | Também produtor executivo |
| 2017 | I Love You, Daddy                    | Ralph Kinder                    | Não lançado               |
| 2018 | Pacific Rim: Uprising                | Dr. Newton Geiszler             |                           |
| 2018 | Hotel Artemis                        | Acapulco                        |                           |
| 2019 | The Lego Movie 2: The Second Part    | Benny                           | Voz                       |
| 2023 | El Tonto                             | Latte Pronto / Sir Tom Bingsley | Também diretor e produtor |
| 2023 | The Super Mario Bros. Movie          | Luigi                           | Produção                  |

### Televisão
| Ano             | Título                            | Papel                              | Notas                                                          |
| --------------- | --------------------------------- | ---------------------------------- | -------------------------------------------------------------- |
| 2000            | Madigan Men                       | Clerk                              | Episódio: "Three Guys, a Girl and a Conversation Nook"         |
| 2001            | Law & Order                       | Jeremy                             | Episódio: "Swept Away – A Very Special Episode"                |
| 2001–2004       | Third Watch                       | Michael Boscorelli                 | 5 episódios                                                    |
| 2003            | Luis                              | Richie                             | 10 episódios                                                   |
| 2004            | Reno 911!                         | Irmão Incestuoso                   | Episódio: "Not Without My Mustache"                            |
| 2005–atualmente | It's Always Sunny in Philadelphia | Charlie Kelly                      | 153 episódios; Também roteirista e produtor executivo          |
| 2011            | Saturday Night Live               | Ele mesmo (apresentador)           | Episódio: "Charlie Day/Maroon 5"                               |
| 2012            | Unsupervised                      | Jesse Judge                        | Voz Episódio: "Jesse Judge Lawncare Incorporated"              |
| 2012            | Saturday Night Live               | Deputado Fenton Worthington Carrey | Episódio: "Jamie Foxx/Ne-Yo"                                   |
| 2012            | American Dad!                     | Meth Head                          | Voz Episódio: "Adventures in Hayleysitting"                    |
| 2014            | Drunk History                     | Allan Pinkerton                    | Episódio: "Baltimore"                                          |
| 2018            | The Cool Kids                     | Chet                               | 1 episódio; Também co-criador, produtor executivo e roteirista |
| a ser anunciado | Mythic Quest                      |                                    | Apenas como produtor e roteirista                              |